# Paracyathus conceptus
Espèce
Statut CITES
Paracyathus conceptus est une espèce de coraux appartenant à la famille des Caryophylliidae.